# Knjiga Hana
Povijest bivše dinastije Han (pojednostavljeni kineski: 漢書 ponekad, 前漢書, tradicionalni kineski: 汉书 ili 前汉书, pinyin: Hànshū, Wade-Giles: Ch'ien Han Shu) je klasična kineska historiografska knjiga čije je pisanje dovršeno godine 111., a čiji sadržaj pokriva povijest Kine pod vlašću dinastije Zapadni Han od 206. pr. Kr. do 25. pr. Kr.  Ponekad se za nju koristi naziv Knjiga Bivšeg Hana. Djelo su sastavili povjesničari Ban Biao, Ban Gu i Ban Zhao. Druga knjiga Povijest kasnije dinastije Han pokriva period Istočnog Hana od 25. do 220, a u 5. stoljeću ju je sastavio povjesničar Fan Ye (398–445). Neki učenjaci su procijenili da najstariji materijal u knjizi datira još od perioda između 206. i 202. pr. Kr.  Knjiga je također važna kao prvi spomen Japana u pisanoj povjesti.

## Napomene
1. ↑  Kennedy, Brian. Guo, Elizabeth. [2005] (2005). Chinese Martial Arts Training Manuals: A Historical Survey. North Atlantic Books Publishing. ISBN 1556435576

## Vanjske poveznice
- Pan Chao (Ban Zhao), Female Historian  Arhivirana inačica izvorne stranice od 9. prosinca 2007. (Wayback Machine)
- Silk Road Seattle (The Silk Road Seattle website contains many useful resources including a number of full-text historical works, maps, photos, etc.)